# М3ГАН 2.0
„М3ГАН 2.0“ (на английски: M3GAN 2.0) е американски научнофантастичен филм на ужасите от 2025 г. и е продължение на „М3ГАН“ (2022). Режисьор е Джерард Джонстоун, сценарият е на Акила Купър, а продуценти са Джейсън Блум, Джеймс Уан и Алисън Уилямс. Във филма участват Алисън Уилямс, Вайълет Макгроус, Джена Дейвис, Браян Джордан Алварез, Ивана Сахно, Тим Шарп, Аристотъл Атари и Джемейн Клемент. Снимките започват в Нова Зеландия на 16 юли 2024 г.
Премиерата на филма се състои в Ню Йорк на 24 юни 2025 г., и излиза по кината в Съединените щати на 27 юни 2025 г. в разпространение от „Юнивърсъл Пикчърс“.

## Актьорски състав
- Алисън Уилямс – Джема
- Вайълет Макгоу – Кейди
- Арни Доналд – М3ГАН
- Джена Дейвис – гласът на М3ГАН
- Браян Джордан Алварез – Кол
- Джен Ван Епс – Тес
- Ивана Сахно – АМЕЛИЯ
- Тим Шарп – Сатлър
- Джемейн Клемент – Олтън Апълтън